# Lea Thompson
Lea Thompson (Rochester, 31 de maio de 1961) é uma atriz, comediante, dançarina, produtora e diretora americana. Conhecida por interpretar Lorraine Baines McFly, mãe de Marty McFly, na trilogia de filmes Back to the Future, e por ter estrelado o seriado Caroline in the City na década de 1990.

## Carreira
Na década de 80, participou de filmes de considerável sucesso como Red Dawn, de 1984, Howard the Duck, de 1986, e Some Kind of Wonderful, de 1987, onde conheceu seu marido, o diretor Howard Deutch. Os dois tiveram duas filhas, Zoey Deutch e Madelyn Deutch, ambas atrizes.
Na década de 1990, após algumas participações em filmes famosos como Dennis the Menace e The Beverly Hillbillies, de 1993, Lea Thompson alcançou moderado sucesso com o seriado Caroline in the City, entre 1995 e 1999.
Fez parte do elenco do filme Um pedido de Natal, de 2008.
Por sete anos, viveu a mãe de família rica Kathryn Kennish no seriado Switched at Birth.

## Filmografia

### Cinema
| Ano  | Título                               | Papel                                    |
| ---- | ------------------------------------ | ---------------------------------------- |
| 1983 | Tubarão III                          | Kelly Ann Bukowski                       |
| 1983 | A Chance                             | Lisa Litski                              |
| 1984 | The Wild Life                        | Anita                                    |
| 1984 | Red Dawn                             | Erica Mason                              |
| 1985 | Back to the Future                   | Lorraine Baines McFly                    |
| 1986 | SpaceCamp                            | Kathryn Fairly                           |
| 1986 | Howard the Duck                      | Beverly Switzler                         |
| 1987 | Some Kind of Wonderful               | Amanda Jones                             |
| 1988 | Casual Sex?                          | Stacey                                   |
| 1988 | The Wizard of Loneliness             | Sybil                                    |
| 1988 | Going Undercover                     | Marigold De La Hunt                      |
| 1989 | Back to the Future Part II           | Lorraine Baines McFly/Lorraine Tannen    |
| 1990 | Back to the Future Part III          | Maggie McFly/Lorraine Baines McFly       |
| 1992 | Article 99                           | Dr. Robin Van Dorn                       |
| 1993 | Dennis the Menace                    | Alice Mitchell                           |
| 1993 | The Beverly Hillbillies              | Laura Jackson/"Laurette Voleur"          |
| 1994 | The Little Rascals                   | Senhorita Roberts (a professora de balé) |
| 1998 | The Unknown Cyclist                  | Melissa Cavatelli                        |
| 2002 | Fish Don't Blink                     | Clara                                    |
| 2003 | Haunted Lighthouse                   | Peg Van Legge                            |
| 2005 | Come Away Home                       | Carol                                    |
| 2006 | 10 Tricks                            | Grace                                    |
| 2007 | California Dreaming                  | Ginger Gainor                            |
| 2008 | Senior Skip Day                      | Cathleen Harris                          |
| 2008 | Spy School                           | Claire Miller                            |
| 2008 | Exit Speed                           | Maudie McMinn                            |
| 2009 | The Check                            | Darla                                    |
| 2009 | Balancing the Books                  | Rebecca                                  |
| 2009 | Splinterheads                        | Susan Frost                              |
| 2009 | Rock Slyde                           | Master Bartologist                       |
| 2010 | PrettyFace                           | Mary Penny                               |
| 2010 | Adventures of a Teenage Dragonslayer | Laura                                    |
| 2011 | Uma Doce Perfeita                    | Mary Maroni                              |
| 2011 | Thin Ice                             | Jo Ann Prohaska                          |
| 2011 | The Trouble with the Truth           | Emily                                    |
| 2011 | J. Edgar                             | Lela Rogers                              |
| 2014 | My Mother’s Future Husband           | Rene                                     |
| 2014 | O Apocalipse                         | Irene Steele                             |
| 2018 | Sierra Burgess Is a Loser            | Sra. Burgess                             |

### Televisão
- Friends (1995) -	Caroline Duffy
- Caroline in the City (1995–1999) -	Caroline Duffy
- Ed (série) (2004) - Liz Stevens
- Law & Order: Special Victims Unit (2004) - Michelle Osborne
- Switched at Birth (2011-2017) - Kathryn Kennish
- Greek (2010) - April
- Robot Chicken (2013) - Lorraine Baines McFly (voz)
- Family Guy (2013) - Lorraine Baines McFly (voz)
- CSI: Crime Scene Investigation (2013) - Jennifer Rhodes
- American Dad! (2016) - Caroline Duffy (voz)
- Scorpion (2016-2017)
- Whose Line is it Anyway?] - Ela mesma (2016)
- Cupcake Wars - Ela mesma, competidora (2016)
- The Goldbergs - Fran (2020)

## Prêmios e indicações
| Ano  | Título                 | Prêmio                                               | Categoria                  | Resultado |
| ---- | ---------------------- | ---------------------------------------------------- | -------------------------- | --------- |
| 1985 | Prêmio Saturno         | Melhor Atriz Coadjuvante                             | Back to the Future         | Indicado  |
| 1987 | Young Artist Awards    | Melhor atriz em filme dramático                      | Some Kind of Wonderful     | Venceu    |
| 1990 | Kids 'Choice Awards    | Atriz Favorita de Cinema                             | Back to the Future II      | Venceu    |
| 1995 | People's Choice Awards | Atriz de Série Cômica                                | Caroline in the City       | Venceu    |
| 1996 | Satellite Awards       | Melhor Atriz - Série de Televisão Musical ou Comédia | Caroline in the City       | Indicado  |
| 2014 | American Movie Awards  | Melhor Atriz                                         | The Trouble with the Truth | Venceu    |